# Monaragala
Monaragala är en ort i Sri Lanka.   Den ligger i provinsen Uvaprovinsen, i den sydöstra delen av landet, 170 km öster om huvudstaden Colombo. Monaragala ligger 151 meter över havet och antalet invånare är 10 236.
Terrängen runt Monaragala är varierad. Runt Monaragala är det ganska tätbefolkat, med 160 invånare per kvadratkilometer. Monaragala är det största samhället i trakten. I omgivningarna runt Monaragala växer i huvudsak städsegrön lövskog.